# 利斯河
利斯河（法語：Lys，法語發音：[lis]），荷兰语称莱厄河（荷蘭語：Leie，荷蘭語發音：[ˈlɛi̯ə] ⓘ），位于法国和比利时境内，发源于加来海峡省利斯堡，最终在根特注入斯海尔德河。
利斯河流经的主要城镇有：泰鲁阿讷、利斯河畔艾尔、梅维尔、阿尔芒蒂耶尔、阿吕安、科米讷-瓦尔讷通、梅嫩、科特赖克、瓦勒海姆、丹泽和根特。